# David Bürgi
David Bürgi (* 14. Mai 1801 in Adetswil bei Bäretswil; † 26. Mai 1874 in Fluntern, heute Zürich) war ein Schweizer Politiker der Liberal-Radikalen Ausrichtung, ähnlich der späteren Politik der FDP.

## Biografie
Aufgewachsen als Sohn eines Gastwirts begann Bürgi nach dem Dorfschulabschluss die politische Karriere nach dem Ustertag, wo er 1831 als Vertreter der Landzunft Bäretswil in den Grossen Rat gewählt wurde. Ein Jahr später wurde er in den Regierungsrat gewählt. Dieses Amt verlor er aber nach dem Züriputsch, weil Bürgi Anhänger des liberalen Theologen David Friedrich Strauss war, dessen Gefolgsleute allesamt in ihren Ämtern nicht mehr bestätigt wurden. Bürgi wurde erst 1846 wieder in den Grossrat gewählt, diesmal vom Wahlkreis Neumünster, denn Bürgi wechselte 1834 seinen Wohnsitz nach Zürich und liess sich in Fluntern einbürgern. Ab 1848 war Bürgi in der Finanzdirektion Kassier des Spitals, legte aber 1854 das Amt nieder und wurde wegen Unterschlagung verurteilt.